# Portugisiska fastlandet

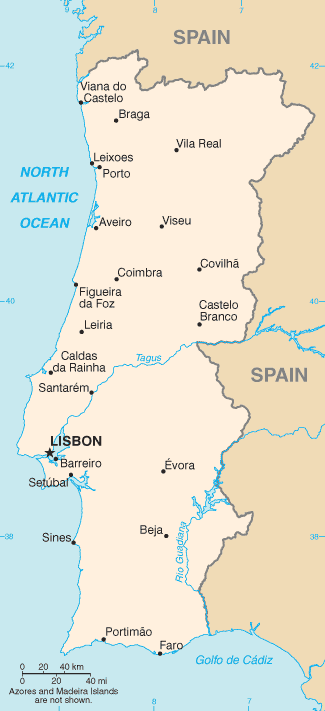
Karta över Portugisiska fastlandet.

Portugisiska fastlandet (portugisiska: Portugal Continental) är den del av Portugal som ligger på Iberiska halvön och utgör en del av Kontinentaleuropa. Benämningen används för att särskilja fastlandet från Azorerna och Madeira, vilka är två självstyrande regioner (regiões autónomas) belägna i Atlanten utanför den portugisiska kusten.
När Portugisiska imperiet existerade användes benämningen Metropolitiska Portugal för att särskilja den europeiska delen av imperiet från kolonierna i Sydamerika, Afrika och Asien. I praktiken föll detta begrepp ur bruk 1975 när de afrikanska kolonierna Angola och Moçambique blev självständiga, men det gick ändå att använda fram till 1999 då Macao överlämnades till Kina.

I Portugals grundlag från 1976 skulle det bildas regioner i portugisiska fastlandet. En folkomröstning 1998 röstade mot ett förslag av en indelning i åtta regioner. Portugal är även indelat i NUTS-regioner av Europeiska unionen.

## Indelning
Portugisiska fastlandet är indelat i 18 distrikt (distritos) med 278 kommuner (concelhos) och 4 047 församlingar (freguesias), av totalt 308 kommuner och 4 257 församlingar i landet. Distrikten har sammanlagt en yta på 89 015 km² eller 96,6 procent av hela landets 92 145 km², och 10 126 880 invånare, eller 95,4 procent av den totala befolkningen på 10 617 575.
- Distrito de Aveiro
- Distrito de Beja
- Distrito de Braga
- Distrito de Bragança
- Distrito de Castelo Branco
- Distrito de Coimbra
- Distrito de Évora
- Distrito de Faro
- Distrito da Guarda
- Distrito de Leiria
- Distrito de Lisboa
- Distrito de Portalegre
- Distrito do Porto
- Distrito de Santarém
- Distrito de Setúbal
- Distrito de Viana do Castelo
- Distrito de Vila Real
- Distrito de Viseu